# Aarhus Nordre Provsti
Aarhus Nordre Provsti er et provsti i Aarhus Stift.  Provstiet ligger i Aarhus Kommune.
Aarhus Nordre Provsti består af 17 sogne med 19 kirker, fordelt på 13 pastorater.

## Pastorater
| Pastorater i Århus Nordre Provsti | Pastorater i Århus Nordre Provsti | Pastorater i Århus Nordre Provsti |
| --------------------------------- | --------------------------------- | --------------------------------- |
| Egå Pastorat                      | Ellevang Pastorat                 | Elsted Pastorat                   |
| Hjortshøj Pastorat                | Lystrup-Elev Pastorat             | Risskov Pastorat                  |
| Skæring Pastorat                  | Skejby-Lisbjerg Pastorat          | Skelager Pastorat                 |
| Skødstrup Pastorat                | Todbjerg-Mejlby Pastorat          | Trige-Ølsted-Spørring Pastorat    |
| Vejlby Pastorat                   |                                   |                                   |

## Sogne
| Sogne i Århus Nordre Provsti | Sogne i Århus Nordre Provsti | Sogne i Århus Nordre Provsti |
| ---------------------------- | ---------------------------- | ---------------------------- |
| Egå Sogn                     | Elev Sogn                    | Ellevang Sogn                |
| Elsted Sogn                  | Hjortshøj Sogn               | Lystrup Sogn                 |
| Mejlby Sogn                  | Risskov Sogn                 | Skejby-Lisbjerg Sogn         |
| Skelager Sogn                | Skæring Sogn                 | Skødstrup Sogn               |
| Spørring Sogn                | Todbjerg Sogn                | Trige Sogn                   |
| Vejlby Sogn                  | Ølsted Sogn                  |                              |